# De Tomaso Guarà

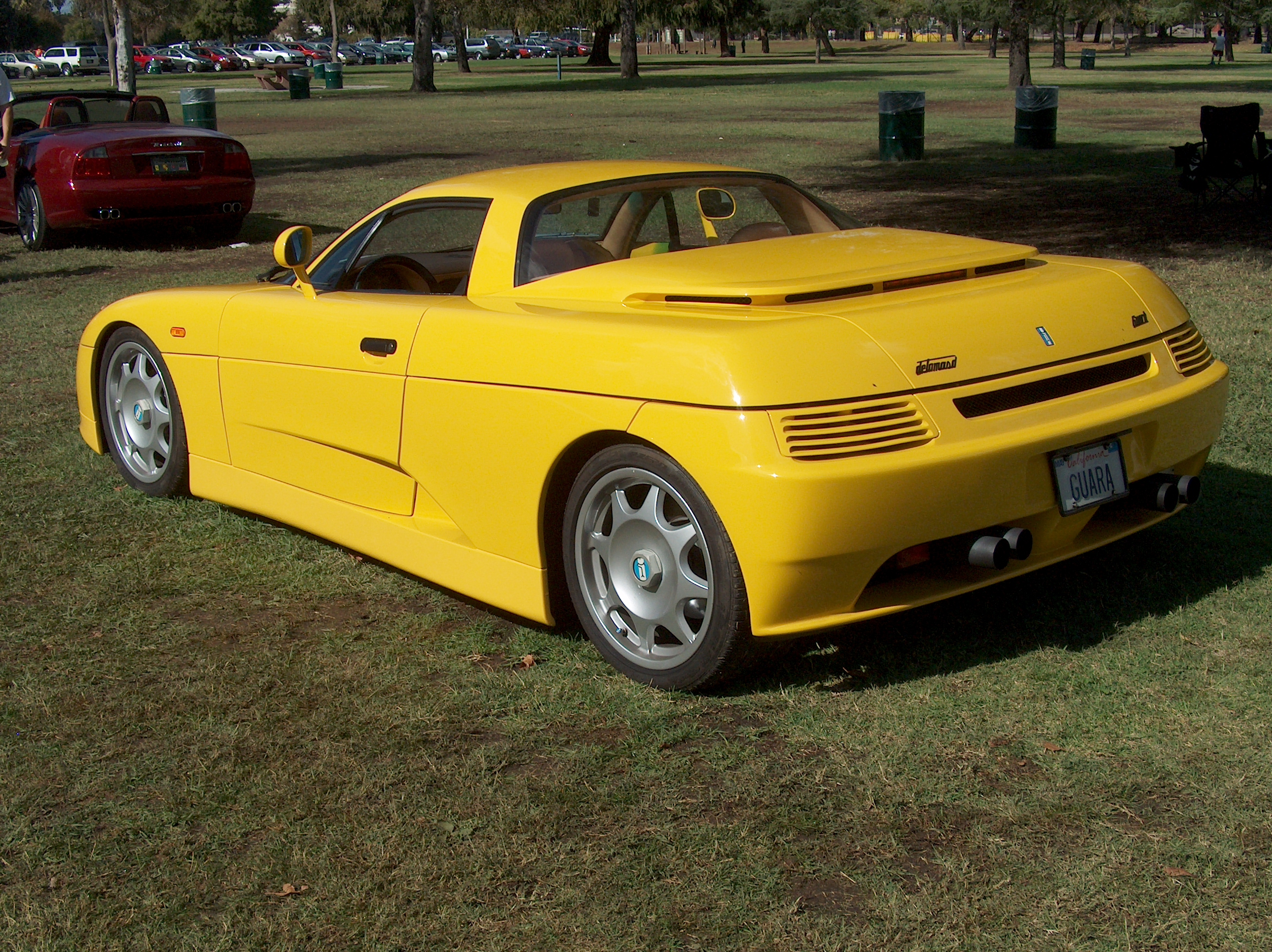
Heckansicht des Guarà Coupé

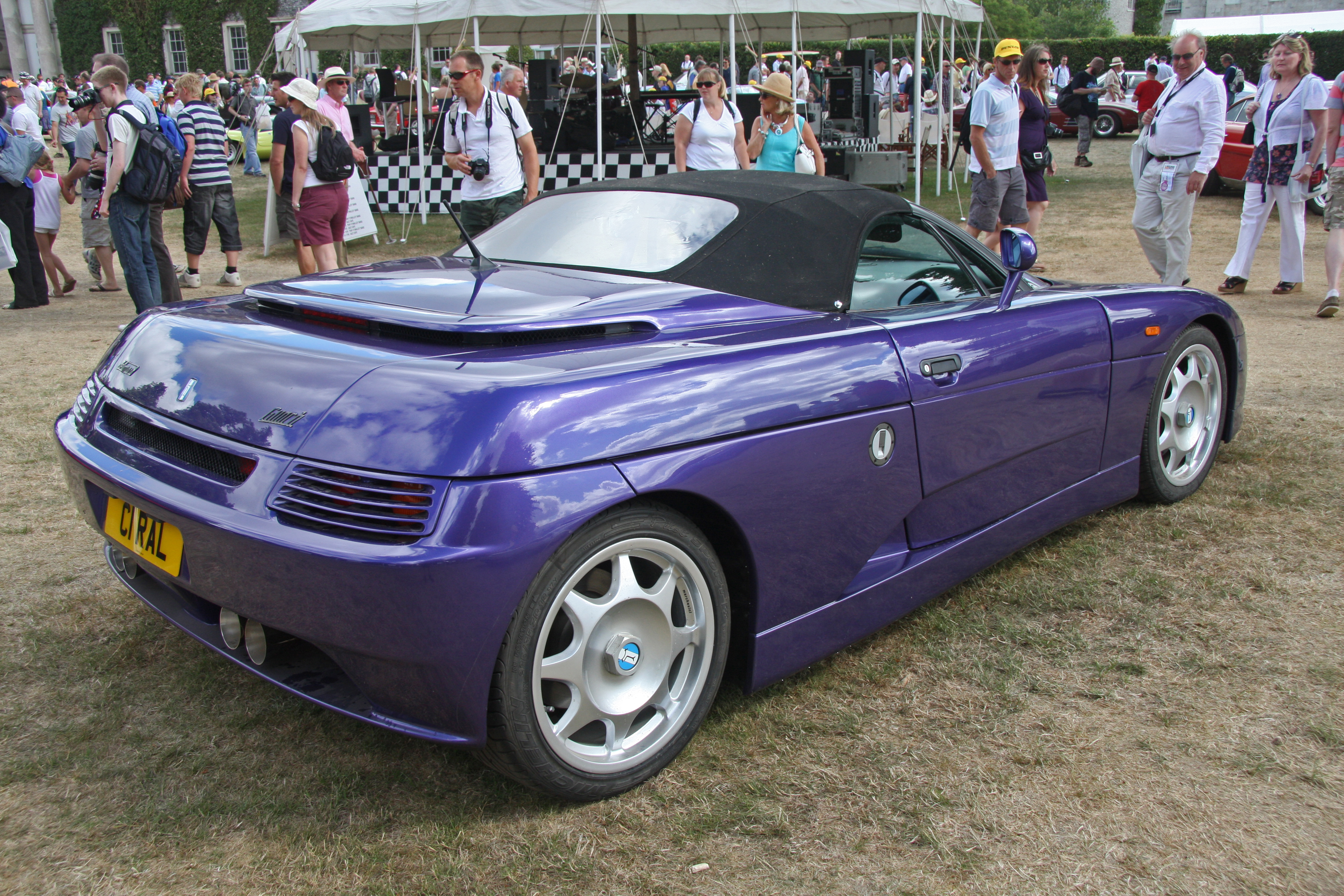
De Tomaso Guarà Spyder

Der De Tomaso Guarà war ein Sportwagen des italienischen Automobilherstellers De Tomaso. Es war das letzte Modell, das unter dem Namen De Tomaso verkauft wurde. Der Guarà wurde auf dem Genfer Auto-Salon 1993 als Coupé und – viel mehr beachtet – als Barchetta vorgestellt; später kam eine Cabriolet-Version hinzu. Anfänglich wurden Motoren von BMW verwendet; ab 1998 stattete De Tomaso die Fahrzeuge dann mit Motoren von Ford aus. Der Guarà wurde in einem Zeitraum von zehn Jahren in nur 34 Exemplaren hergestellt; die erheblichen Finanzprobleme, unter denen De Tomaso seit den frühen 1990er Jahren litt, standen der Aufnahme einer regelmäßigen, gesicherten Produktion entgegen.

## Das Konzept
Der De Tomaso Guarà sollte in den 1990er Jahren die Nachfolge des inzwischen mehr als 20 Jahre alten De Tomaso Pantera antreten, der sich auch in einer 1990 präsentierten, äußerlich stark überarbeiteten zweiten Serie nur noch in wenigen Exemplaren verkaufen ließ. Die Initiative zur Entwicklung des De Tomaso Guarà geht noch auf den Unternehmensgründer Alejandro de Tomaso zurück; nachdem dieser allerdings im Februar 1993 einen Schlaganfall erlitten hatte, wurde das Projekt unter der Leitung seines Sohnes Santiago zum Abschluss gebracht.
Der De Tomaso Guarà war als Hochleistungssportwagen mit Mittelmotorantrieb konzipiert. Er war eine Weiterentwicklung der Maserati Barchetta, den Maserati 1991 – seinerzeit noch im Besitz Alejandro de Tomasos – in erster Linie für Wettbewerbszwecke entwickelt hatte. Dementsprechend ließ auch Konzept des Guarà viele Einflüsse aus dem Rennsport erkennen: Mit Glas- oder Aramidfasern verstärkter Kunststoff und weitere Verbundmaterialien bilden die Außenhaut, die sich über einen Rohrrahmen spannt. Sie ruht – ähnlich wie bereits bei De Tomasos erstem Straßenmodell, dem Vallelunga – auf einem Zentralrohrrahmen aus Aluminium, mit dem mehrere Hilfsrahmen verbunden waren. Die Konstruktion des Rahmens entspricht weitgehend der der Maserati Barchetta. Am Fahrwerk fanden sich innen liegende Feder-Dämpfer-Elemente wie bei Formel-1- und Champ-Car-Rennwagen.

## Karosserieversionen
Anders als die zweite Serie des De Tomaso Pantera und anders als die letzten Maserati-Modelle der De Tomaso-Ära, wurde die Karosserie des Guarà nicht von Marcello Gandini entworfen. Für die Gestaltung war vielmehr der Turiner Designer Carlo Gaino verantwortlich. Er entwarf einen niedrigen und betont rundlichen Fahrzeugkörper. Die Fahrzeugfront trug Klappscheinwerfer, und an den Fahrzeugflanken fanden sich große, auffällige Lufteinlässe für den hinter den Fahrersitzen angeordneten Motor. Die hinteren Überhänge waren knapp gehalten; über der Motorabdeckung befand sich ein großflächiger Heckspoiler, der in die Karosserie integriert war. Aus dem Grundentwurf wurden drei verschiedene Karosserieversionen abgeleitet:
- Das am weitesten verbreitete Modell war ein zweisitziges Coupé mit fest stehendem Dach. Drei Coupés wurden auf Kundenwunsch und mit Billigung des Werks von dem in Bastiglia ansässigen Karosseriehersteller Bacchelli & Villa nachträglich in Spyder umgewandelt,[2] ein 2011 komplettiertes Coupé hatte ein Targadach.

- Noch vor dem Coupé wurde die Barchetta präsentiert, ein kompromisslos offenes Fahrzeug für Wettbewerbseinsätze: sie verfügte über keinerlei Dach, und die minimale Frontscheibe erfüllte lediglich die Funktion eines Windabweisers. Die Barchetta wurde mit Sturzhelm gefahren. Sie war konsequent auf Leichtbau ausgerichtet. Alle dem Komfort dienenden Komponenten wurden entfernt.

- Eine dritte Version war ein Spyder, eine offene Version mit fest stehender Windschutzscheibe. Das Stoffverdeck war vollständig herunterklappbar. Im offenen Zustand befand sich das zusammengefaltete Verdeck unter einer Kunststoffabdeckung hinter den Sitzen. Diese Version ließ sich nur mit den anfänglich verwendeten BMW-Motoren realisieren. Die ab 1998 verwendeten Ford-Motoren waren deutlich größer und verhinderten die Verwendung eines Verdeckkastens.

## Die Antriebstechnik
Anfänglich wurden die Guarà-Modelle von kompakten, leistungsstarken BMW-Motoren angetrieben. Damit wandte sich De Tomaso von dem seit nahezu 30 Jahren verfolgten Konzept ab, Großserienmotoren von Ford zu verwenden. Ab 1998 kehrte De Tomaso allerdings zu Ford-Motoren zurück. Dieser Wechsel hatte in erster Linie wirtschaftliche Gründe: Die Ford-Triebwerke waren zwar deutlich größer und schwerer und zudem weniger hoch entwickelt als die BMW-Motoren, allerdings kosteten sie nur ein Drittel der deutschen Triebwerke.

### BMW-Motoren
Zwischen 1993 und 1998 verwendete De Tomaso BMW-Achtzylindermotoren vom Typ M60B40. Die Triebwerke hatten einen Hubraum von 4,0 Litern, verfügten über zwei obenliegende Nockenwellen je Zylinderbank und vier Ventile pro Zylinder. Die Leistung belief sich auf 286 PS; durch Änderungen am Motormanagement konnte die Leistung auf 304 PS erhöht werden. Ob diese Version tatsächlich ausgeliefert wurde, ist zweifelhaft. Das Werk kündigte außerdem eine nochmals stärkere Version mit einem Alpina-Motor an; sie wurde aber nicht realisiert. Die Triebwerke waren mit einem manuellen Sechsganggetriebe von Getrag verbunden, für das verschiedene Übersetzungsverhältnisse lieferbar waren und je nach Wunsch des Kunden optimale Beschleunigungswerte oder eine möglichst große Höchstgeschwindigkeit ermöglichten.
Der Produktionsumfang der BMW-Guaràs ist im Einzelnen unklar; die meisten Quellen gehen davon aus, dass bis 1996 15 Fahrzeuge mit BMW-Motor hergestellt wurden, zu denen bis 1998 noch drei oder vier weitere Exemplare hinzukamen.

### Ford-Motoren
Ab 1998 wurden ausschließlich Ford-Motoren verwendet. Die Achtzylindertriebwerke wurden von Visteon in Kanada vorbereitet. Sie hatten einen Hubraum von 4,6 Litern, zwei obenliegende Nockenwellen und vier Ventile pro Zylinder und leisteten 305 PS. Im Jahr 2000 kündigte De Tomaso die Entwicklung einer stärkeren Version mit Turboaufladung an, die zwischen 375 PS und 430 PS leisten sollte. Das Projekt wurde allerdings aus Geldmangel nie realisiert.
Im Zuge der Umstellung auf Ford-Motoren wurde auch die Kraftübertragung geändert. Das Zwischengetriebe für die 13 cm tiefere Positionierung des BMW-Motors entfiel. Am Getriebe wurde dann eine verlängerte Hauptwelle montiert, um den Abstand zum Motor zu überbrücken.
Die Änderungen wirkten sich insgesamt nachteilig auf das Gewicht des Autos aus: Die mit Ford-Motoren ausgestatteten Guarà wogen 200 kg mehr als ihre Vorgänger mit BMW-Motoren. Zusammen mit einem deutlich höheren Schwerpunkt, der aus der größeren Bauhöhe und dem höheren Gewicht resultierte, waren die Ford-Guaràs deutlich weniger handlich als die BMW-Modelle.

## Produktion
Die ersten Fahrzeuge – vor allem Coupés – kamen 1994 in den Verkauf. Die Produktion wurde in den folgenden Jahren immer wieder unterbrochen. Ab 2000 wurden nur noch wenige Fahrzeuge hergestellt; sie mussten im Werk einzeln bestellt und vorab bezahlt werden. Bis 2005 war der Guarà in Italien sowie in der Schweiz und Österreich nach Papierlage lieferbar; tatsächlich endete die reguläre Produktion aber im Jahr 2004, als ein Insolvenzverfahren über de Tomaso eröffnet wurde. Das letzte Fahrzeug wurde 2004 in Auftrag gegeben, aber erst 2011 während des laufenden Insolvenzverfahrens als Coupé mit Targadach fertiggestellt und an einen österreichischen Kunden ausgeliefert.
Ein Export in die USA, in den Alejandro de Tomaso anfänglich große Hoffnungen gesetzt hatte, fand werksseitig nie statt. Der US-Importeur von De Tomaso bekam ein Fahrzeug ohne Motor und ohne Fahrgestellnummer geliefert.
Die Produktion der einzelnen Modelle verteilt sich unter Außerachtlassung nachträglicher Konversionen wie folgt:
| Karosserieform | BMW-Motor | Ford-Motor | Gesamt |
| -------------- | --------- | ---------- | ------ |
| Coupé          | 8         | 13         | 21     |
| Barchetta      | 7         | 3          | 10     |
| Spyder         | 4         | —          | 4      |
| Gesamt         | 19        | 16         | 35     |